# Campeonato Paraense de Futebol de 1942
O Campeonato Paraense de Futebol de 1942 foi a 31.ª edição da principal divisão do futebol do Pará. Organizada pela Federação Paraense de Desportos, a competição contou com a participação de quatro clubes, todos sediados na capital Belém. O Paysandu sagrou-se campeão, conquistando seu 12º título estadual, enquanto a Tuna Luso ficou com o vice-campeonato.

## Participantes
| Equipe      | Cidade | Títulos (mais recente) | Part. |
| ----------- | ------ | ---------------------- | ----- |
| Paysandu    | Belém  | 11 (1939)              | 27    |
| Remo        | Belém  | 14 (1940)              | 27    |
| Transviário | Belém  | 0 (não possui)         | 5     |
| Tuna Luso   | Belém  | 3 (1941)               | 9     |

## Tabela de Jogos
- 28 de Junho Transviário 2-2 Tuna Luso
- 5 de Julho Paysandu 5-0 Remo
- 12 de Julho Tuna Luso 3-1 Remo
- 19 de Julho Paysandu 2-0 Transviário
- 2 de Agosto Paysandu 6-2 Tuna Luso
- 9 de Agosto Transviário 2-2 Remo
- 23 de Agosto Tuna Luso 5-1 Transviário
- 30 de Agosto Transviário 0-1 Paysandu
- 13 de Setembro Tuna Luso 2-3 Paysandu
- 1 de Novembro Remo 2-4 Paysandu

Datas Desconhecidas
- Remo 5-3 Tuna Luso
- Remo 1-3 Transviário

## Premiação
| Campeonato Paraense de 1942   |
| Belém                         |
| ----------------------------- |
| Paysandu Campeão (12º título) |